# ملك سومر وأكد

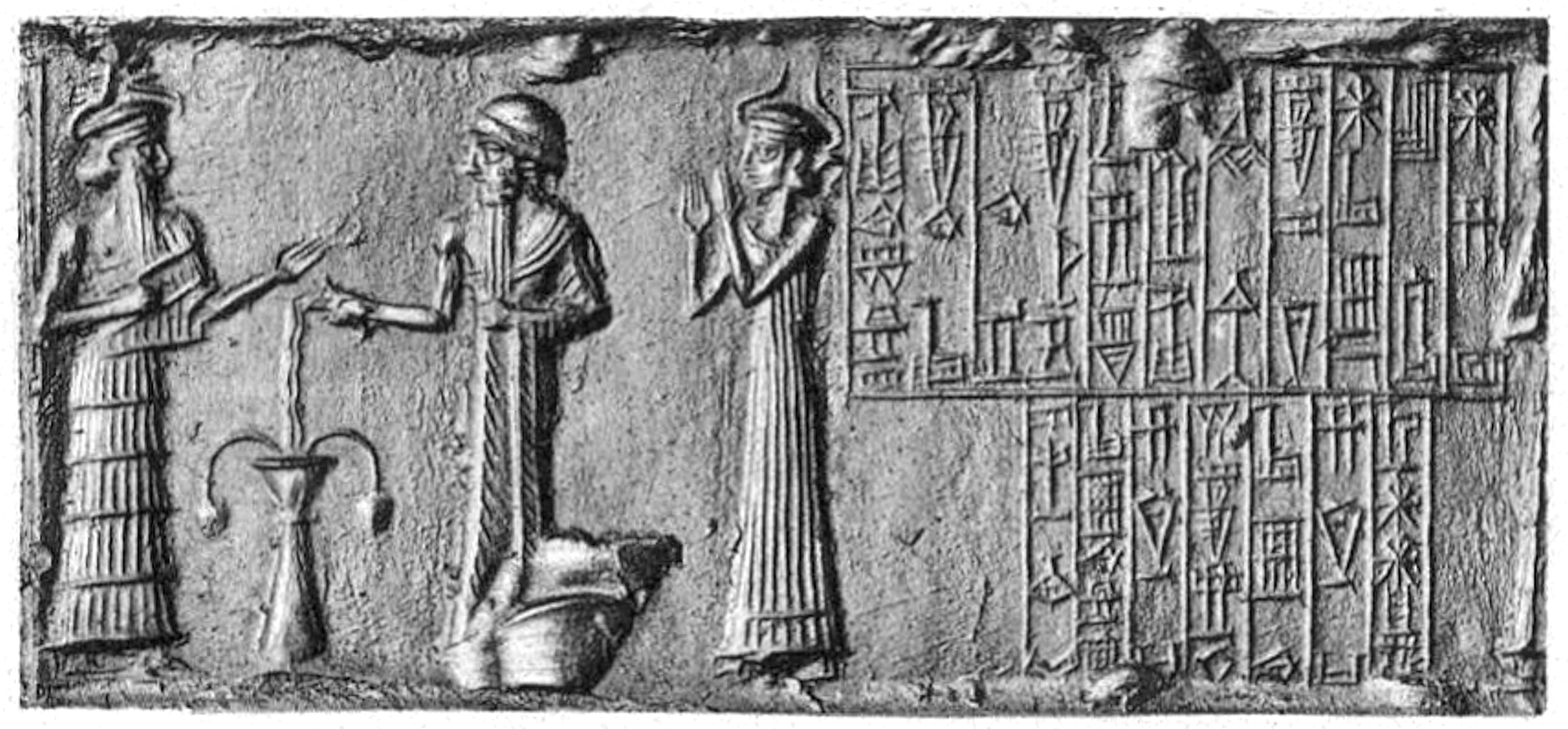
ختم أسطواني لشولجي من أور (حوالي 2094-2047 قبل الميلاد). يقول النقش "إلى نوسكا، الوزير الأعلى لإنليل، ملكه، لحياة شولجي، البطل القوي، ملك أور، ملك سومر وأكاد".

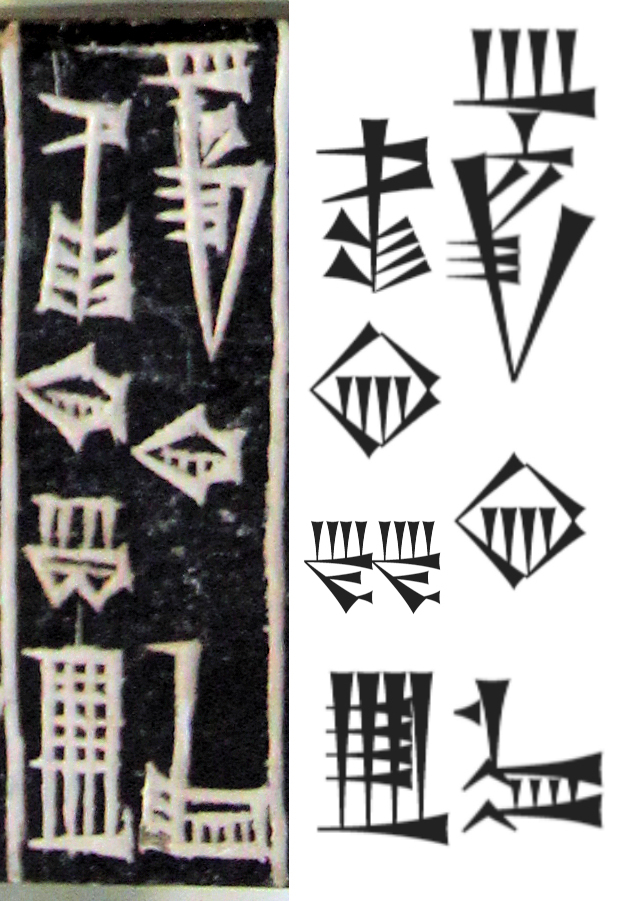
نقش مسماري لوغال كينجي كيوري ، "ملك سومر وأكاد"، على ختم شولجي (ق. 2094 - 2047 قبل الميلاد). النهائي ke _{4} مركب من -k (حالة مضافة) و-e (حالة ergative).

ملك سومر وأكد (بالسومرية: 𒈗𒆠𒂗𒄀𒆠𒌵 لوغال -ki-en-gi-ki-uri، بالأكدية: šar māt umeri u Akkadi) كان لقبًا ملكيًا في بلاد ما بين النهرين القديمة يجمع بين ألقاب " ملوك أكد "، اللقب الحاكم الذي حمله ملوك الإمبراطورية الأكدية (2334-2154 قبل الميلاد) مع لقب" ملك سومر ". وضع العنوان في نفس الوقت ادعاءً بإرث ومجد الإمبراطورية القديمة التي أسسها سرجون الأكدي (حكم 2334-2279 قبل الميلاد) وعبر عن مطالبته بحكم كامل بلاد ما بين النهرين (المكونة من مناطق سومر في الجنوب وأكد في الشمال). على الرغم من استخدام الملوك الأكديين للألقاب "ملك سومر" و"ملك أكد"، إلا أنه لم يتم تقديم العنوان بشكله المشترك حتى عهد الملك السومري الجديد أور نمو ( ق. 2112–21- 2095 قبل الميلاد)، الذي أنشأها في محاولة لتوحيد الأجزاء الجنوبية والشمالية من بلاد ما بين النهرين تحت حكمه. ربما كان الملوك الأكديون الأكبر سناً أنفسهم يعارضون ربط سومر وأكد بهذه الطريقة.
في القرون اللاحقة من تاريخ بلاد ما بين النهرين، عندما كانت الممالك الرئيسية هي آشور وبابل، كان اللقب يستخدم في الغالب من قبل ملوك بابل منذ أن حكموا أسفل بلاد ما بين النهرين. بالنسبة للملوك الآشوريين، أصبح العنوان تأكيدًا رسميًا للسلطة على مدينة بابل ومحيطها؛ استخدم فقط هؤلاء الحكام الآشوريون الذين سيطروا فعليًا على بابل العنوان وعندما فقدت آشور السيطرة على بابل بشكل دائم لصالح الإمبراطورية البابلية الجديدة، بدأ حكام تلك الإمبراطورية في استخدامها بدلاً من ذلك. الملك الأخير الذي ادعى أنه ملك سومر وأكد كان كورش الكبير ( ق. 559-530 قبل الميلاد) من الإمبراطورية الأخمينية، الذي تولى العديد من الألقاب التقليدية لبلاد ما بين النهرين بعد غزو بابل في 539 قبل الميلاد.

## التاريخ

### الخلفية (2334 - 2112 قبل الميلاد)

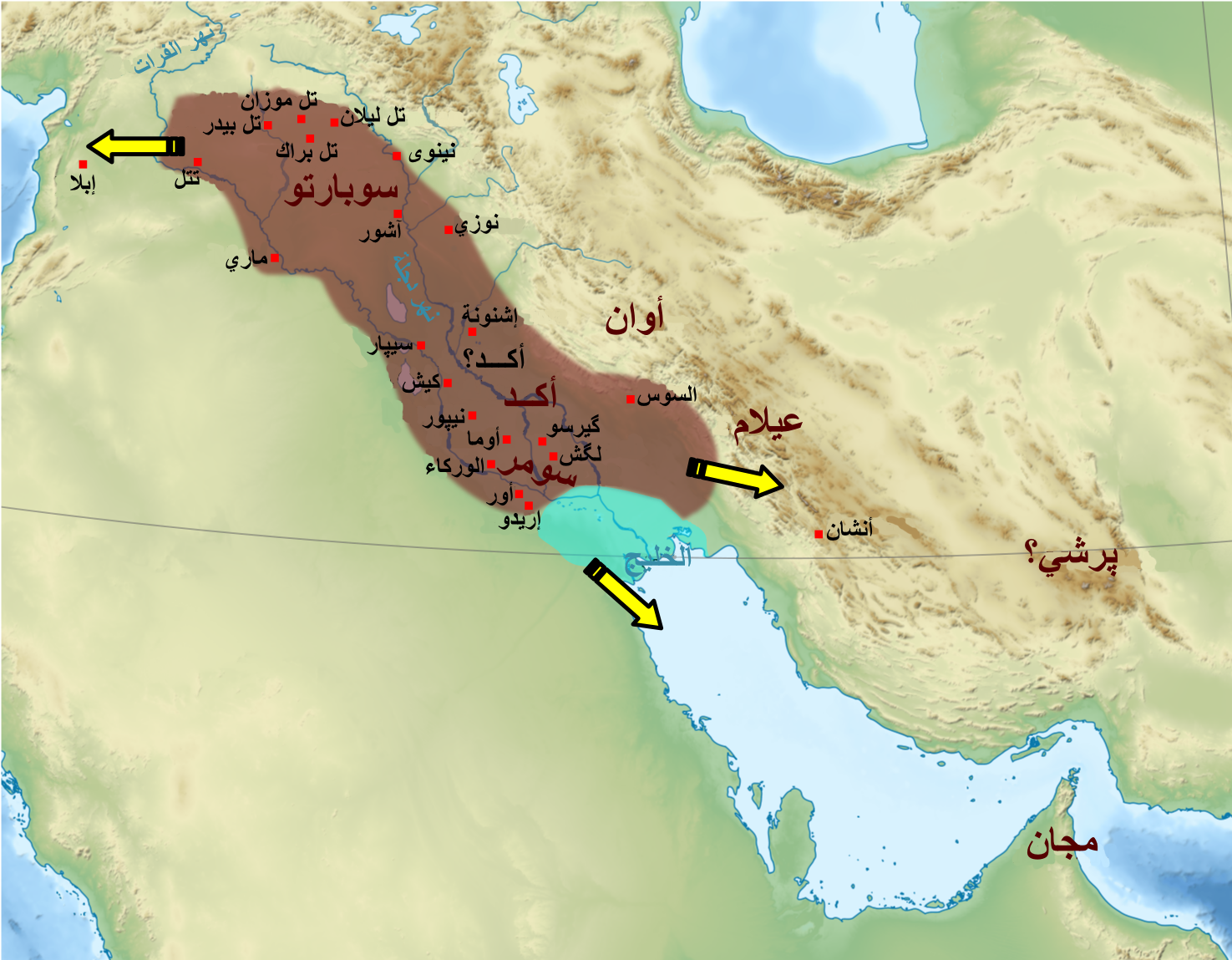
الإمبراطورية الأكدية في أوجها تحت حكم نارام سين (2254 - 2218 ق.م).

في القرن 24/23 قبل الميلاد، أسس سرجون الأكدي أقدم إمبراطورية عظيمة معروفة في بلاد ما بين النهرين، عرفت باسم الإمبراطورية الأكدية بعد عاصمتها أكد. على الرغم من أن إمبراطوريته امتدت على نطاق واسع، إلا أن سومر كانت إحدى أهم مناطقها، وهي الأجزاء الجنوبية من أسفل بلاد ما بين النهرين، حيث تنافست دول المدن مع بعضها البعض من أجل الحكم العالمي لعدة قرون. وعلى هذا النحو، فإن الألقاب الملكية التي استخدمها سرجون وخلفاؤه الأكديون هي ملك أكد ( بالأكدية : شار مات أكدي ) وملك سومر (بالأكدية: شار مات عمري ). قدم الملوك الأكاديون أيضًا بعض الألقاب الملكية الفخرية الإضافية، بما في ذلك " ملك الكون " لسرجون ( šar kišatim ) وNaram-Sin (حفيد سرجون) " ملك الزوايا الأربع في العالم " (šar kibrāt erbetti). الاتحاد السياسي لسومر وأكد في ظل الإمبراطورية الأكدية، أكبر إمبراطورية شهدها العالم حتى الآن، كان يُنظر إليه على أنه حدث تاريخي حتى في الأزمنة المعاصرة، حيث أصبح كل من سرجون ونارام سين قريبًا من الشخصيات الأسطورية التي كثيرًا ما كانت تظهر لاحقًا في مناقشات بلاد ما بين النهرين حول التاريخ.
في عهد ابن نارام سين شار كالي شري ( ق. 2217-2193 قبل الميلاد) بدأت الإمبراطورية الأكدية في الانهيار نتيجة للجفاف المنتشر وغزو البدو الجوتيين. "في القرن الحادي والعشرين قبل الميلاد، دمر الجوتيون مدينة أكد واستبدلوا سلالة سرجون الحاكمة بسلالة ملوك سومر. لم تدم سلالة جوتيان المزعومة طويلاً، بعد أن طردها ق. في عام 2112 قبل الميلاد، تم استبدال حكام سومر بملوك أور، والتي أسست فترة جديدة من الحضارة السومرية يشار إليها باسم سلالة أور الثالثة أو الإمبراطورية السومرية الجديدة.

### إنشاء العنوان (2112 - 1717 قبل الميلاد)

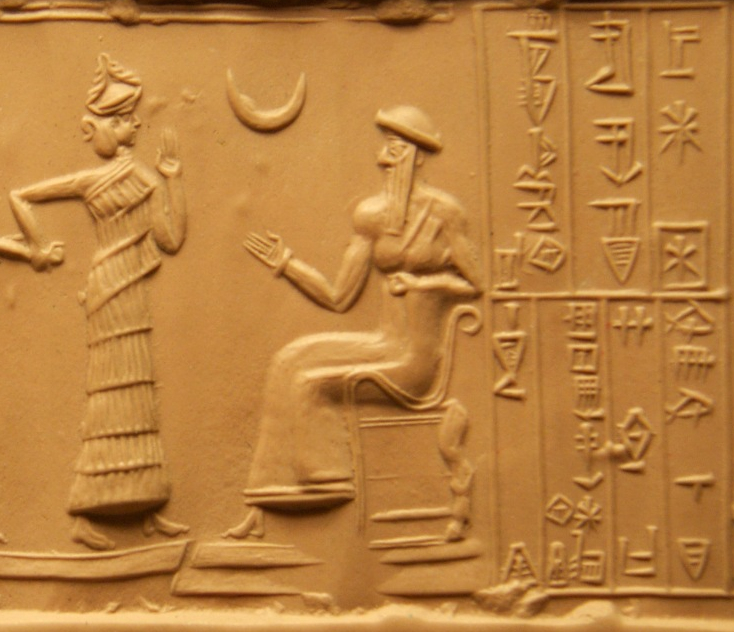
تصوير لأور نمو من أور (حكم من 2112 2095 قبل الميلاد) متوجًا على العرش من أحد أختامه الأسطوانية. قدم أور نمو لقب ملك سومر وأكد لتأكيد حكمه على كامل بلاد ما بين النهرين.

دمج مؤسس سلالة أور الثالثة، الملك أور نمو ( ق. 2112 إلى 2095 قبل الميلاد) الألقاب الملكية الأكدية القديمة "ملك أكد" و"ملك سومر" لإنشاء لقب مشترك "ملك سومر" وأكد "(بالأكدية: شار مات عمري وأكدي) في محاولة لتوحيد الأجزاء الجنوبية والشمالية من بلاد ما بين النهرين تحت حكمه (في عصره، كانت " أكد "مرتبطة بالشمال بدلاً من مجرد مدينة مدمرة) ويعلنون توحيد سومر وأكد. على الرغم من أن الملوك الأكديين استخدموا كلا العنوانين اللذين شكلا العنوان المشترك، إلا أن العنوان المزدوج كان جديدًا. يقترح بعض العلماء أن سرجون الأكدي كان خلال فترة حكمه ضد ربط سومر وأكد بهذه الطريقة.
كانت هناك بعض الأسبقية في بلاد ما بين النهرين للألقاب المزدوجة من هذا النوع. في أواخر فترة الأسرات الثالثة، كانت الألقاب المزدوجة تستخدم أحيانًا للتعبير عن السيطرة على جميع أنحاء سومر، وعادة ما تتضمن العناوين أو تشير إلى مدينتي أوروك وأور. في هذا الوقت، كانت الألقاب الخاصة، مثل "سيد سومر وملك الأمة" المُصادق عليها، تنفرد عادةً بحاكم واحد، وفي معظم الحالات، تكررت كلمة "ملك" (أو ما يعادلها)، كما هو الحال في "ملك أوروك وملك أور" المعتمد، الذي استخدمه الملوك لوغال كينيش دودو ولوغال كيسالسي (كلاهما ق. 2400 قبل الميلاد). قبل إنشاء ألقاب مثل ملك سومر وملك سومر وأكد والألقاب الفخرية الأكثر تفاخرًا مثل ملك الزوايا الأربع في العالم وملك الكون، لم تكن هناك ألقاب تحدد حاكمًا إقليميًا وتحدده على أنه أكثر من أقوى من حاكم مدينة فقط، معظم الألقاب تتبع تنسيق "ملك" + اسم مدينة.
ربما استعار أور نمو فكرة اللقب المشترك من الملك الحوري أتال شين، الذي كان يحكم أرض سوبارتو في العقود التي سبقت مباشرة حكم أور نمو. كان لقب أتال شن هو "ملك أوركيس ونوار "، وهو عنوان يجمع بين أسماء مدينتين بعيدتين عن بعضهما البعض للمطالبة بالحكم على الأرض بأكملها بينهما (على سبيل المثال سوبارتو). تم الاعتراف بأور نمو من قبل الكهنوت في نيبور، وهي مدينة ذات أهمية دينية، بلقب "ملك سومر وأكد" وتوج كملك للأراضي المحيطة بنيبور "إلى اليمين واليسار". على الرغم من أن العنوان موثق جيدًا فقط لأور نمو وابنه شولجي (ق. 2094 إلى 2047 قبل الميلاد)، فقد كان اللقب الملكي الأساسي لأسرة أور الثالثة، إلى جانب لقب " ملك أور ". استمر العنوان في العمل باعتباره لقبًا ملكيًا مهمًا طوال فترة حكم سلالة إيسين اللاحقة ( ق. 1953-1717 قبل الميلاد)، واستخدم العديد من حكامها اللقب بعد انهيار الأسرة الثالثة في أور. من المحتمل أن يكون استمرار استخدامه بسبب اكتساب منطقة أكد الشمالية من بلاد ما بين النهرين نوعًا من الميزة الاجتماعية والاقتصادية على المنطقة الجنوبية من سومر.

### الملوك البابليون والآشوريون (1728-539 قبل الميلاد)

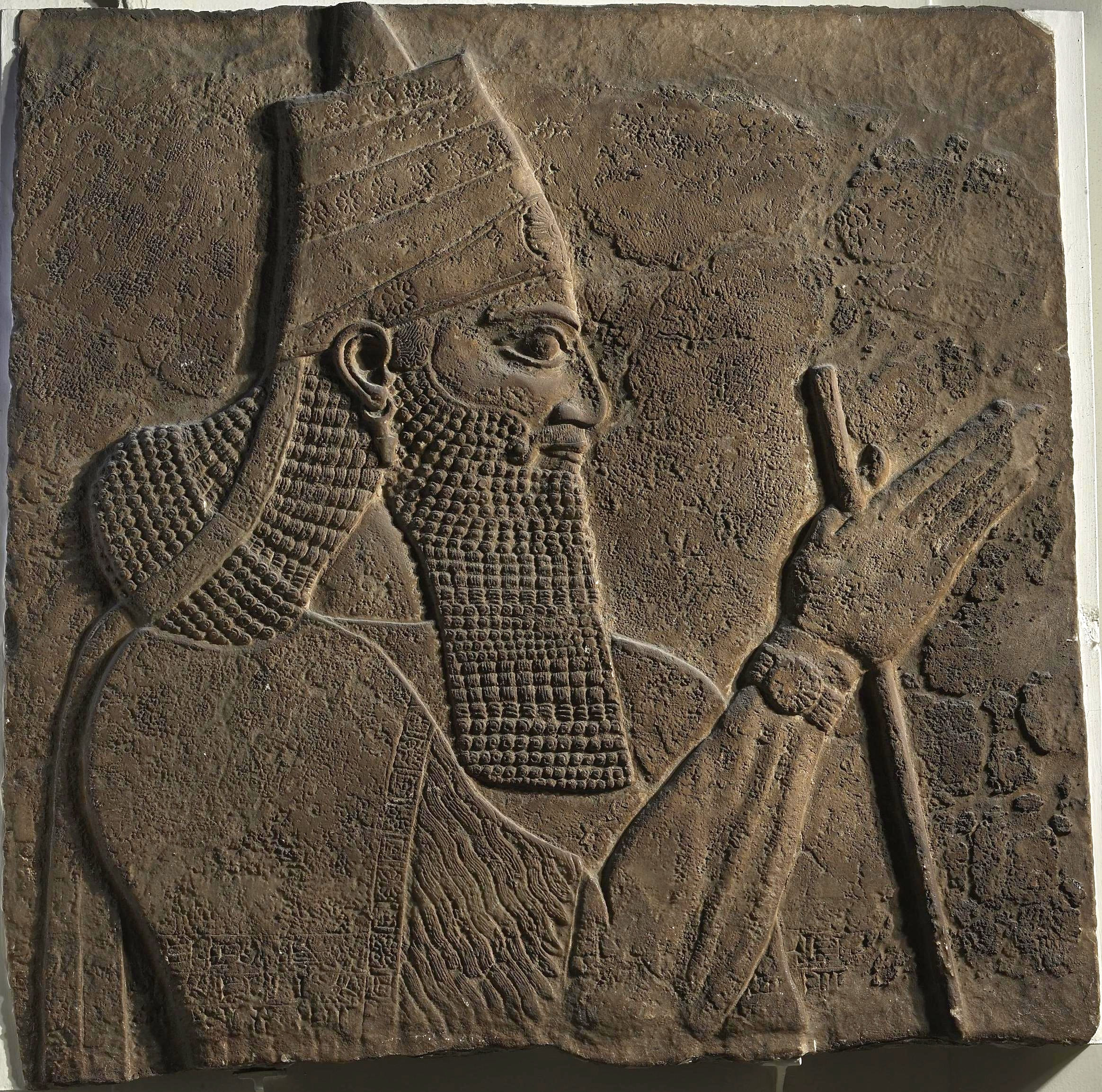
Tiglath-Pileser III (745-727 قبل الميلاد) على لوحة من جدران قصره (الآن في المتحف البريطاني، لندن). كان تيغلاث بلصر أول ملك آشوري منذ قرون (باستثناء مطالبة شمشي آداد الخامس) باستخدام لقب ملك سومر وأكاد بعد غزو بابل.

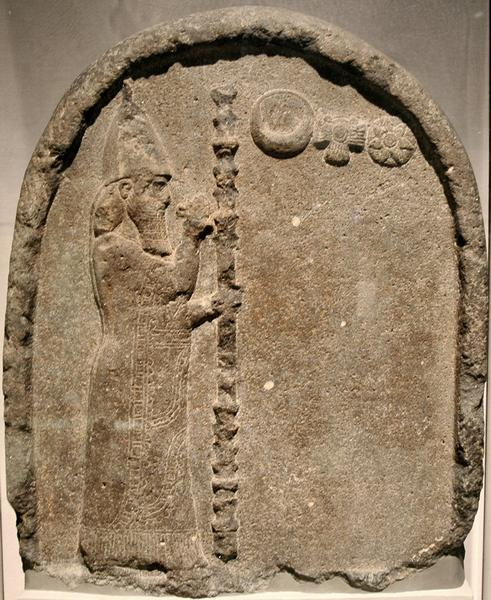
نابونيدوس من بابل (556-539 قبل الميلاد) يظهر وهو يصلي للقمر والشمس والزهرة (المتحف البريطاني). كان نابونيدوس من آخر الحكام الذين استخدموا لقب ملك سومر وأكاد.

بعد انهيار سلالة إيسين، ادعى ملك لارسا ريم سين ( ق. 1758-1699 قبل الميلاد) إرثه، لكن سرعان ما هزمه حمورابي ملك بابل (حكم من 1728 ق. 1686 قبل الميلاد) الذي غزاها. المملكة الكبيرة التي حكمتها ريم سين (والتي تضمنت مدنًا بارزة مثل أوروك والعاصمة السابقة إيسين ). من خلال الغزو الصريح أو إجبار الدول الأخرى على دفع الجزية، وسع حمورابي الحكم البابلي في جميع أنحاء بلاد ما بين النهرين، وبينما يمكن وصف عهده المبكر بأنه نظام ملكي مزدوج من نوع ما، يحكم كل من سومر وأكد ككيانين منفصلين إلى حد ما، فتوحاته إلى الشمال الشرقي والشمال شهد تشكيل إمبراطورية حقيقية، والتي لن تبقى على حالها في ظل خلفائه. كجزء من تشكيل إمبراطوريته، أخذ حمورابي اللقب الحاكم التقليدي لملك سومر وأكد، والذي ظهر بعد فترة حكمه بشكل متقطع في أسماء الملوك البابليين حتى القرن الثامن قبل الميلاد.
بصرف النظر عن الملوك البابليين، استخدم هؤلاء الحكام الآشوريون الذين نجحوا في احتلال بابل وسومر والسيطرة عليهم لقب ملك سومر وأكد. كان أول ملك آشوري ينجح في ذلك هو الآشوري الأوسط توكولتي نينورتا الأول ( ق. 1244-1208 قبل الميلاد). بعد فترة حكمه، استعادت بابل استقلالها بسرعة، وعلى هذا النحو لن يتم استخدام العنوان من قبل الحاكم الآشوري لمدة خمسمائة عام (باستثناء ادعاء شمشي-آداد الخامس، ق. ٨٢٤-٨١١ قبل الميلاد، الذي لم يسيطر فعليًا على بابل) حتى تم احتلال بابل تحت حكم تيغلاث بلصر الثالث ( ق. 745-727 قبل الميلاد). بعد حكم تيغلاث بلصر الثالث، تمردت بابل مرة أخرى واضطر ابنه سرجون الثاني ( ق. 722-705 قبل الميلاد) لاستعادتها مرة أخرى، فقط باستخدام اللقب عند انتصاره. لأسباب غير معروفة، تجاهل وريث سرجون الثاني، سنحاريب ، العنوان، لكن تم إعادة تقديمه من قبل وريث سنحاريب، أسرحدون.
في ضوء الفتوحات الجنوبية للإمبراطورية الآشورية الجديدة كانت الألقاب والألقاب الجنوبية بما في ذلك ملك سومر وأكد مهمة من أجل تأكيد السيطرة. سمح العنوان للملك الآشوري بمحاذاة كل من الثقافتين الأكدية والسومرية. مع إشارة "سومر" إلى المناطق الساحلية في جنوب بلاد ما بين النهرين وأكد الأجزاء الشمالية من الجنوب، ادعى العنوان السيطرة على كل بلاد ما بين النهرين السفلى. بالنسبة للآشوريين لم يكن العنوان مجرد ادعاء لهيبة وإرث سرجون الأكدي والإمبراطورية الأكدية بل كان أيضًا تأكيدًا رسميًا للسيادة على بابل. بعد أن فقدت الإمبراطورية الآشورية الجديدة سيطرتها على بابل إلى الأبد مع تأسيس الإمبراطورية البابلية الجديدة، توقف الملوك الآشوريون عن استخدام اللقب. بدلاً من ذلك، تم تبني "ملك سومر وأكد" من قبل الملك البابلي الجديد الأول، نبوبولاسر (ق. 626-605 قبل الميلاد) واستمر ملوك الإمبراطورية البابلية الجديدة في استخدام اللقب حتى سقوطها.

### كورش الكبير (539 قبل الميلاد)
في عام 539 قبل الميلاد، غزا كورش الكبير مؤسس الإمبراطورية الأخمينية، مدينة بابل وأنهى رسميًا الإمبراطورية البابلية الجديدة. كجزء من غزوه أنشأ كورش وديعة تأسيسية ليتم دفنها في جدران بابل المعروفة الآن باسم أسطوانة قورش مع نص مكتوب بالخط الأكدي المسماري. في نص الأسطوانة، يفترض كورش العديد من الألقاب التقليدية لبلاد ما بين النهرين بما في ذلك "ملك بابل" و"ملك سومر وأكد" و"ملك الزوايا الأربع في العالم".
معظم ألقاب بلاد ما بين النهرين التي تبناها كورش، باستثناء لقب "ملك بابل"، لم تستخدم بعد فترة حكمه، ولكن استمر اعتماد ألقاب أخرى مشابهة لبلاد ما بين النهرين. اللقب الشعبي " ملك الملوك " (أوشار سراني باللغة الأكدية)، الذي استخدمه ملوك إيران حتى العصر الحديث، كان في الأصل عنوانًا قدمه الآشوري توكولتي نينورتا الأول في القرن الثالث عشر قبل الميلاد، وهو نفس الملك الآشوري الذي غزا بابل أولا. اعتماد لقب " ملك الأراضي" الذي استخدمه الملوك الآشوريون أيضًا منذ شلمنصر الثالث على الأقل ( ق. 859-824 قبل الميلاد)، أيضًا من قبل كورش الكبير وخلفائه.

## قائمة ملوك سومر وأكد
ملوك سومر وأكد في سلالة أور الثالثة :
قدمه أور نمو وكان لقب سومر وأكد لقبًا ملكيًا مهمًا خلال سلالة أور الثالثة.
- أور نمو (حكم ق. الفترة من 2112 إلى 2095 قبل الميلاد)[13][11]
- شولجي (حكم ق. 2094-2047 قبل الميلاد)[13][11]
- أمار سن (حكم ق. 2046-2038 قبل الميلاد)[13]
- شو سين (حكم ق. 2037-2029 قبل الميلاد)[13]
- إبى سن ( ق. الفترة 2028-2004 قبل الميلاد)[13]

ملوك سومر وأكد في سلالة إيسين:
ظل ملك سومر وأكد هو اللقب الملكي الأساسي الذي يطالب بالملكية على بلاد ما بين النهرين في عهد أسرة إيسين.
- إشبي إيرا ( ق. 1953-1920 قبل الميلاد)[13]
- شو إيليشو (حكم ق. 1920-1900 قبل الميلاد)[13]
- إيدين دغان ( ق. 1900-1879 قبل الميلاد)[13]
- إشمي داغان (حكم ق. ١٨٧٩-١٨٥٩ قبل الميلاد)[13]
- ليبيت عشتار (حكم ق. 1859-1848 قبل الميلاد)[13]
- أور نينورتا ( ق. ١٨٤٨-١٨٢٠ قبل الميلاد)[13]
- بور سوين (حكم ق. ١٨٢٠-١٧٩٩ قبل الميلاد)[13]
- ليبيت إنليل ( ق. 1799 إلى 1794 قبل الميلاد)[13]
- إرا-إميتى ( ق. 1794-1786 قبل الميلاد)[13]
- إنليل باني (حكم من 1786 ق. 1762 قبل الميلاد)[13]
- زامبيا (حكم ق. 1762 - 1759 قبل الميلاد)[13]
- Iter-pisha ( ق. 1759-1755 قبل الميلاد)[13]
- Ur-du-kuga ( ق. 1755 إلى 1751 قبل الميلاد)[13]
- سوين ماجير ( ق. 1751 إلى 1740 قبل الميلاد)[13]
- دامق إليشو ( ق. 1740 إلى 1717 قبل الميلاد)[13]

ملوك سومر وأكد في لارسا:
- سن إدينام (حكم ق. 1785-1778 قبل الميلاد)[24]
- ريم سين (حكم من 1758 ق. 1699 قبل الميلاد)[14]

ملوك سومر وأكد في بابل :
ادعى حمورابي بعد احتلاله لبلاد الرافدين، وقد استخدم الملوك البابليون العنوان بشكل متقطع حتى القرن السابع قبل الميلاد. بعض الملوك الذين استخدموا اللقب هم؛
- حمورابي (حكم ق. 1728–1686 قبل الميلاد)[13]
- قراينداش (1410 ق. )[25]

ملوك سومر وأكد في الإمبراطورية الآشورية الوسطى :
كان توكولتي نينورتا الأول هو الملك الآشوري الوسيط الوحيد الذي حمل بابل وعلى هذا النحو هو الوحيد الذي تولى هذا اللقب.
- توكولتي نينورتا الأول ( ق. 1244-1208 قبل الميلاد)[13]

ملوك سومر وأكد في الإمبراطورية الآشورية الحديثة :
باستثناء شمسي أدد الخامس، تم استخدام العنوان فقط من قبل الحكام الآشوريين الجدد الذين سيطروا بالفعل على بابل.
- شمشي أداد الخامس (حكم 824-811 قبل الميلاد)[15]
- تيغلاث بلصر الثالث (حكم 745-727 قبل الميلاد)[13]
- شلمنصر الخامس (حكم 727-722 قبل الميلاد)[26]
- سرجون الثاني (حكم من 722 إلى 705 قبل الميلاد)[13]
- أسرحدون (حكم 681 - 669 قبل الميلاد)[13]
- آشور بانيبال (حكم من 669 إلى 631 قبل الميلاد)[27]
- شماش شوم أوكين (ملك بابل الآشوري الجديد، حكم 668-648 قبل الميلاد)[28]

ملوك سومر وأكد في الإمبراطورية البابلية الجديدة :
بعد استعادة الاستقلال، استمر حكام بابل في استخدام اللقب.
- نبوبولاصر (حكم 626-605 قبل الميلاد)[3][17]
- نبوخذ نصر الثاني (605-562 قبل الميلاد)[3]
- أمل مردوخ (حكم 562-560 قبل الميلاد)[3]
- نيريجليسار (حكم من 560 إلى 556 قبل الميلاد)[3]
- لاباشي مردوخ (حكم 556 قبل الميلاد)[3]
- نابونيدوس (حكم من 556 إلى 539 قبل الميلاد)[3]

ملوك سومر وأكد في الإمبراطورية الأخمينية :
- حصل كورش الكبير (حكم من 559-530 قبل الميلاد) على اللقب من 539 قبل الميلاد.[19][20]

### اقتباسات
1. ↑  Edzard 2003، صفحة 36.
2. ↑  Maeda 1981، صفحة 4.
3. 1 2 3 4 5 6 7 8 9 10 11  Da Riva 2013، صفحة 72.
4. ↑  Liverani 2013، صفحات 120–121.
5. ↑  Levin 2002، صفحة 362.
6. ↑  Charpin 2011، صفحة 810.
7. ↑  Levin 2002، صفحة 360.
8. ↑  Bachvarova 2012، صفحة 102.
9. ↑  De Mieroop 2004، صفحة 67.
10. 1 2  Maeda 1981، صفحة 5.
11. 1 2 3 4 5 6  Hallo 1980، صفحة 192.
12. ↑  Maeda 1981، صفحة 7.
13. 1 2 3 4 5 6 7 8 9 10 11 12 13 14 15 16 17 18 19 20 21 22 23 24 25 26 27 28 29 30 31 32 33 34  Porter 1994، صفحة 79.
14. 1 2 3  Charpin 2011، صفحة 817.
15. 1 2  Karlsson 2016، صفحة 151.
16. ↑  Soares 2017، صفحة 21.
17. 1 2  Da Riva 2013، صفحة 12.
18. ↑  Cyrus Cylinder.
19. 1 2  New Cyrus Cylinder Translation.
20. 1 2  Cyrus Cylinder Translation.
21. 1 2  Peat 1989، صفحة 199.
22. ↑  Handy 1994، صفحة 112.
23. ↑  Miller 1986، صفحة 258.
24. ↑  Hallo 1967، صفحة 97.
25. ↑  Goetze 1964، صفحة 98.
26. ↑  Luckenbill 1925، صفحة 164.
27. ↑  Karlsson 2017، صفحة 10.
28. ↑  Karlsson 2017، صفحة 11.

### فهرس
- Bachvarova، Mary R. (2012). "From "Kingship in Heaven" to King Lists: Syro-Anatolian Courts and the History of the World". Journal of Ancient Near Eastern Religions. ج. 12 ع. 1: 97–118. DOI:10.1163/156921212X629482.
- Charpin، Dominique (2011). "The History of Ancient Mesopotamia: An Overview". The Cambridge World History. ج. 4. مؤرشف من الأصل في 2022-09-20.
- Da Riva، Rocío (2013). The Inscriptions of Nabopolassar, Amel-Marduk and Neriglissar. Walter de Gruyter. ISBN:978-1614515876. مؤرشف من الأصل في 2022-09-22.
- De Mieroop، Marc Van (2004). A History of the Ancient Near East ca. 3000 - 323 BC. Blackwell Publishing. ISBN:978-1405149112.
- Edzard, Dietz Otto (2003). Sumerian Grammar (بالإنجليزية). BRILL. p. 36. ISBN:978-90-474-0340-1. Archived from the original on 2023-03-26.
- Goetze، Albrecht (1964). "The Kassites and near Eastern Chronology". Journal of Cuneiform Studies. ج. 18 ع. 4: 97–101. DOI:10.2307/1359248. JSTOR:1359248.
- Hallo، William W. (1967). "New Texts from the Reign of Sin-iddinam". Journal of Cuneiform Studies. ج. 21: 95–99. DOI:10.2307/1359363. JSTOR:1359363.
- Hallo، William W. (1980). "Royal Titles from the Mesopotamian Periphery". Anatolian Studies. ج. 30: 189–195. DOI:10.2307/3642789. JSTOR:3642789.
- Handy، Lowell K. (1994). Among the host of Heaven: the Syro-Palestinian pantheon as bureaucracy. Eisenbrauns. ISBN:978-0931464843. مؤرشف من الأصل في 2022-09-20.
- Hill، Jane A.؛ Jones، Philip؛ Morales، Antonio J. (2013). Experiencing Power, Generating Authority: Cosmos, Politics, and the Ideology of Kingship in Ancient Egypt and Mesopotamia. University of Pennsylvania Press. ISBN:9781934536643. مؤرشف من الأصل في 2022-09-20.
- Karlsson، Mattias (2016). Relations of Power in Early Neo-Assyrian State Ideology. Walter de Gruyter GmbH & Co KG. ISBN:9781614519683. مؤرشف من الأصل في 2023-03-16.
- Karlsson، Mattias (2017). Assyrian Royal Titulary in Babylonia (Manuscript thesis). Uppsala University. مؤرشف من الأصل في 2023-05-29.
- Levin، Yigal (2002). "Nimrod the Mighty, King of Kish, King of Sumer and Akkad". Vetus Testamentum. ج. 52 ع. 3: 350–366. DOI:10.1163/156853302760197494.
- Liverani، Mario (2013). The Ancient Near East: History, Society and Economy. Routledge. ISBN:978-0415679060. مؤرشف من الأصل في 2022-09-20.
- Luckenbill، Daniel David (1925). "The First Inscription of Shalmaneser V". The American Journal of Semitic Languages and Literatures. ج. 41 ع. 3: 162–164. مؤرشف من الأصل في 2022-09-20.
- Maeda، Tohru (1981). ""King of Kish" in Pre-Sargonic Sumer". Orient. ج. 17: 1–17. DOI:10.5356/orient1960.17.1.
- Miller، James Maxwell (1986). A History of Ancient Israel and Judah. Westminster John Knox Press. ISBN:978-0664223588. مؤرشف من الأصل في 2022-09-22.
- Peat، Jerome (1989). "Cyrus "King of Lands," Cambyses "King of Babylon": The Disputed Co-Regency". Journal of Cuneiform Studies. ج. 41 ع. 2: 199–216. DOI:10.2307/1359915. JSTOR:1359915.
- Porter، Barbara N. (1994). Images, Power, and Politics: Figurative Aspects of Esarhaddon's Babylonian Policy. American Philosophical Society. ISBN:978-0871692085. مؤرشف من الأصل في 2022-09-20.
- Soares، Filipe (2017). "The titles 'King of Sumer and Akkad' and 'King of Karduniaš', and the Assyro-Babylonian relationship during the Sargonid Period" (PDF). Rosetta. ج. 19: 20–35. مؤرشف من الأصل (PDF) في 2023-03-15.

### مواقع إلكترونية
- "British Museum - The Cyrus Cylinder". www.britishmuseum.org (بالإنجليزية). Archived from the original on 2019-01-19. Retrieved 2019-01-19.
- "Livius - Cyrus Cylinder Translation". www.livius.org (بالإنجليزية). Archived from the original on 2019-01-19. Retrieved 2019-01-19.
- Farrokh, Kaveh. "A New Translation of the Cyrus Cylinder by the British Museum". kavehfarrokh.org (بالإنجليزية). Archived from the original on 2019-01-19. Retrieved 2019-01-19.